# Шентьощ над Хорюлом
Шентьощ над Хорюлом (на словенски: Šentjošt nad Horjulom) е село в Словения, Средна Словения, община Доброва-Полхов Градец. Според Националната статистическа служба на Република Словения през 2002 г. селото има 346 жители.